# Raïon de Milkovo
Le raïon de Milkovo (en russe : Мильковский райо́н, Milkovski raïon) est l'une des onze subdivisions administratives du kraï du Kamtchatka, à l'est de la Russie. Son centre administratif est le village de Milkovo.

## Géographie
Le raïon de Milkovo est située au centre de la péninsule du Kamtchatka. Il couvre une superficie de 22 590 km2.

## Politique et administration

### Statut
Le raïon est un des onze raïons du kraï du Kamtchatka, dans le district fédéral extrême-oriental. Il est un raïon municipal, et comporte ainsi plusieurs municipalités à l'intérieur de lui.

### Tendances politiques
| Scrutin             | 1er tour | 1er tour | 1er tour | 1er tour | 1er tour | 1er tour | 1er tour | 1er tour | 1er tour | 1er tour | 1er tour | 1er tour | 2d tour                  | 2d tour                  | 2d tour                  | 2d tour                  | 2d tour                  | 2d tour                  | 2d tour                  | 2d tour                  | 2d tour                  | 2d tour                  |
| Scrutin             | 1er      | 1er      | %        | 2e       | 2e       | %        | 3e       | 3e       | %        | 4e       | 4e       | %        | 1er                      | 1er                      | %                        | 2e                       | 2e                       | %                        | 3e                       | %                        | 4e                       | %                        |
| ------------------- | -------- | -------- | -------- | -------- | -------- | -------- | -------- | -------- | -------- | -------- | -------- | -------- | ------------------------ | ------------------------ | ------------------------ | ------------------------ | ------------------------ | ------------------------ | ------------------------ | ------------------------ | ------------------------ | ------------------------ |
| Présidentielle 2012 |          | ER       | 66,57    |          | KPRF     | 14,20    |          | LDPR     | 8,78     |          | SE       | 5,63     | Victoire au premier tour | Victoire au premier tour | Victoire au premier tour | Victoire au premier tour | Victoire au premier tour | Victoire au premier tour | Victoire au premier tour | Victoire au premier tour | Victoire au premier tour | Victoire au premier tour |
| Présidentielle 2018 |          | ER       | 70,79    |          | KPRF     | 14,90    |          | LDPR     | 9,85     |          | GRANI    | 0,83     | Victoire au premier tour | Victoire au premier tour | Victoire au premier tour | Victoire au premier tour | Victoire au premier tour | Victoire au premier tour | Victoire au premier tour | Victoire au premier tour | Victoire au premier tour | Victoire au premier tour |

## Population
La population du raïon est en baisse constante depuis 25 ans, elle était de 10 585 (2010); 12 080 (2002) 16 913 (1989). La population de Milkovo représentait 78,0% de la population totale du raïon en 2010.
| Liste des localités | Liste des localités | Liste des localités | Liste des localités | Liste des localités | Liste des localités |
| N°                  | Localité            | Statut              | Fondation           | Population 2010     | Population 2021     |
| ------------------- | ------------------- | ------------------- | ------------------- | ------------------- | ------------------- |
| 1                   | Atlassovo           | village             | 23 mars 1960        | 790                 | 642                 |
| 2                   | Dolinovka           | village             |                     | 315                 | 257                 |
| 3                   | Lazo                | village             |                     | 415                 | 343                 |
| 4                   | Milkovo             | village             |                     | 8251                | 7352                |
| 5                   | Pouchtchino         | village             |                     | 127                 | 102                 |
| 6                   | Taïojni             | village             |                     | 130                 | 124                 |
| 7                   | Charomi             | village             |                     | 557                 | 433                 |